# Инсулин
Инсулинът е хормон, който се произвежда от панкреаса (задстомашната жлеза). Той е с хипогликемично действие, противоположно на това на епинефрина, глюкокортикоидите и растежния хормон, които повишават нивото на кръвната захар и се означават като контраинсуларни хормони. Инсулинът повишава отлагането на липиди в мастната тъкан, понижава концентрацията на свободните мастни киселини и инхибира метаболизма на белтъците, способства за усвояване на глюкозата от клетките на тъканите, по-специално в черния дроб и мускулите, и превръщането ѝ в гликоген.
Инсулинът е единственият хормон в организма, който понижава нивото на кръвната захар. При недостиг на инсулин в организма настъпва болестно състояние – диабет.

## Откриване
През 1869 г. Пол Лангерханс, студент по медицина в Берлин, идентифицира при наблюдение под микроскоп за пръв път тъканни бучки в панкреаса, наречени по-късно на негово име Лангерхансови острови. Самият термин „инсулин“ произхожда от латинската дума за малък остров insula.
През 1889 г. лекарят Оскар Минковски в сътрудничество с Йозеф фон Меринг опитва да разбере ролята на панкреаса в храносмилането, затова го отстранява от здраво куче. При тестване на урината му те откриват захар, с което за първи път установяват връзка между панкреаса и диабета.
В началото на XX век редица учени правят опити да изолират секрета на Лангерхансовите островчета и да го прилагат при кучета с диабет, като отчасти постигат успехи.
През 1916 г. в Париж румънският доктор Николае Паулеску разработва воден екстракт от панкреас (наречен от него „панкреатин“), който нормализира нивото на кръвната захар при куче с диабет. Заради Първата световна война той, както и всички учени по света трябва да прекъснат работата си.
През октомври 1920 г. канадският физиолог Фредерик Бантинг открива, че храносмилателните секрети, които Оскар Минковски е проучвал, разрушават секрецията на Лангерхансовите острови, което прави невъзможно успешното им извличане. Бантинг изолира част от артериите на панкреаса, което води до атрофия на част от него, а Лангерхансовите острови остават непокътнати. По нататъшните експерименти на Бантинг и асистента му Чарлз Бест са подпомогнати от професора по физиология и биохимия в университета в Торонто, Канада, Джон Маклауд. Бантинг и Бест успешно изолират екстракт от островчетата и го инжектират в куче с диабет като отчитат намаляване на кръвната захар с 40% за 1 час.
На 11 януари 1922 г. за първи път в света асистентът на Маклауд – биохимикът Джеймс Колип, инжектира инсулин на терминално болно 14-годишно дете с диабет, но екстрактът дава много странични ефекти. През следващите 12 дни Колип работи денонощно, за да подобри екстракта от говежди панкреас, и на 23 януари е инжектирана втората доза, която не дава странични ефекти.
За това откритие през 1923 г. на Бантинг и Маклауд е присъдена Нобелова награда за медицина. Ненапълно съгласни с решението на комисията, което според тях игнорира приноса на Бест и Колип, двамата лауреати публично оповестяват, че разделят наградата, в това число – паричната премия с тях.
През 1978 г. е създаден първият синтетичен инсулин с помощта на генетично модифицирани бактерии Ешерихия коли от Артур Ригс и Кейити Итакура.

## Химичен състав
Инсулинът е белтък с молекулна маса 5808 Da. Изграден е от 51 аминокиселини, структурирани в А и В вериги, свързани по между си посредством две дисулфидни връзки. Има и трета връзка, която съединява шестата с единадесетата аминокиселина на верига А. Именно тази част се свързва с инсулиновите рецептори. Синтезираният хормон се съхранява в B-клетките под формата на кристали. Тези кристали са изградени от два атома цинк и шест молекули инсулин.

## Фармакокинетика
Инсулинът се прилага подкожно, а в спешни случаи и венозно. Плазменият полуживот на циркулиращия в кръвната плазма инсулин е 3 – 5 минути. Той не се залавя за плазмените протеини, метаболизира се около 60% в бъбреците и около 40% в черния дроб.

## Фармакодинамика
Инсулинът участва в регулацията на въглехидратната, мастната и белтъчната обмяна. Той увеличава транспорта на глюкоза през плазмената мембрана на клетките на мускулите, сърцето и мастната тъкан. Стимулира нейното окисление на цикъла на Кребс до въглероден диоксид и вода. Броят на инсулиновите рецептори намалява при затлъстяване.

## Показания
Използва се за лечение на инсулинозависим диабет. Дозите са индивидуални и се определят спрямо възрастта, нуждите от калории и придружаващите заболявания.

## Противопоказания
- Инсулинова алергия
- Миокарден инфаркт
- Стенокардия
- Панкреатит